# Marine Le Pen
Marion Anne Perrine Le Pen (Neuilly-sur-Seine, 5. kolovoza 1968.), francuska je pravnica i političarka. Bila je kandidatkinja na predsjedničkim izborima u Francuskoj 2012., 2017., te 2022. godine. Članica je Nacionalne fronte (RN), a bila je i predsjednica stranke od 2011. do 2021. godine. Članica je Narodne skupštine od 2017. godine, te je od 2022. godine predsjednica kluba stranke.
Le Pen provodi pokret "de-demonizacije stranke" kako bi poboljšala njezinu sliku u društvu, a to je uključivalo isključenje članova optuženih za rasizam i antisemitizam. Izbacila je svog oca iz stranke u kolovozu 2015., nakon što je dao brojne kontroverzne izjave. Podržava ekonomski nacionalizam, favorizira intervencionističku ulogu vlade, a protivi se globalizaciji i multikulturalizmu. Le Pen podržava ograničavanje imigracije. U prošlosti je davala potporu Vladimiru Putinu i Rusiji, zagovarajući bližu suradnju s Rusijom, prije ruske invazije na Ukrajinu 2022.; koju je oštro osudila, ali je izjavila da bi Rusija "mogla ponovno postati saveznik Francuske" ako rat završi.
Smještena je na desnicu političkog spektra, iako ju neki kritičari stavljaju u krajnju desnicu.

## Životopis
Rođena je 5. kolovoza 1968. godine u Neuilly-sur-Seineu, kao najmlađa od tri kćerke Jean-Marieja Le Pena, francuskog političara bretonskog porijekla i osnivača Nacionalne fronte. 
Nakon što je diplomirala 1992. godine, radila je kao odvjetnica do 1998.
Majka je troje djece. Udavala se i razvodila dva puta, te je od 2009. god. u izvanbračnoj vezi s Louisom Alioutom, također političarom iz redova Nacionalne fronte.

## Politička karijera
Od 1998. godine bavi se profesionalno politikom, kao članica Nacionalne fronte koju je osnovao njen otac.
1998. god. bila je postala članicom regionalnog parlamenta u središnjoj (oko Pariza) pokrajini Île-de-France. Članica je Europskog parlamenta od 20. srpnja 2004. (najprije je izbarana iz Île-de-France; ode 2009. u sjeverozapadnoj Francuskoj.
2003. god. - u svojoj 35 godini - postaje članicom predsjedništva stranke. Dana 16. siječnja 2011., Marine Le Pen na stranačkoj konvenciji u Toursu osvojila je 67,65 posto glasova i izabrana za predsjednicu Nacionalne fronte. Nakon skoro 40 godina vođenja Nacionalne fronte, Jean-Marie Le Pen (82) predao je palicu svojoj kćeri.
Ona je kandidatkinja Nacionalne fronte na predsjedničkim izborima u proljeće 2012. godine. Na izborima osvaja 17,90 posto glasova.
Nakon što je u zadnjim godinama pod vodstvom njenog oca stranka imala nešto više od 4 posto podrške glasača, nakon 5 godina pod vodstvom Marine Le Pen stranka uspijeva dobiti preko 27 posto podrške naroda, postavši krajem 2015. godine najjačom strankom u Francuskoj. U procesu stjecanja veće potpore glasačkog tijela, donekle se odmakla od vrlo radikalnih desničarskih političkih stavova svojega oca, s kojim je 2015. god. u javnoj zavadi.

### Autobiografija
- À contre flots, Jacques Grancher, 2006 ISBN 2733909576 (fr.)

## Vanjske poveznice
- Europski parlament: službena biografija (engl.)
- Nacionalna fronta: službena biografija  Arhivirana inačica izvorne stranice od 27. studenoga 2011. (Wayback Machine) (fr.)
- Stranica predsjedničke kandidature (fr.)